# امیل بافر
امیل بافر (فرانسوی: Émile Baffert‎; ۲۶ اوت ۱۹۲۴ – ۲۵ ژوئیه ۲۰۱۷ (age 92)) دوچرخه‌سوار اهل فرانسه بود.